# Cantó de Caudebec-en-Caux
El cantó de Caudebec-en-Caux és un cantó francès del departament del Sena Marítim, situat al districte de Rouen. Té 21 municipis i el cap és Caudebec-en-Caux.

## Municipis
- Anquetierville
- Caudebec-en-Caux
- Heurteauville
- Louvetot
- La Mailleraye-sur-Seine
- Maulévrier-Sainte-Gertrude
- Notre-Dame-de-Bliquetuit
- Saint-Arnoult
- Saint-Aubin-de-Crétot
- Saint-Gilles-de-Crétot
- Saint-Nicolas-de-Bliquetuit
- Saint-Nicolas-de-la-Haie
- Saint-Wandrille-Rançon
- Touffreville-la-Cable
- Vatteville-la-Rue
- Villequier

## Història
| Data d'elecció                           | Identitat       | Partit               | Qualitat |
| ---------------------------------------- | --------------- | -------------------- | -------- |
| 1945-1958                                | Maurice Collet  | radical              |          |
| 1958-1964                                | Henri Malou     | Divers droite        |          |
| 1964-1970                                | Maurice Collet  | radical              |          |
| 1970-1998                                | Henri Malou     | radical, després UDF |          |
| 1998-                                    | Martine Blondel | PS                   |          |
| les dades anteriors no són pas conegudes |                 |                      |          |
|                                          |                 |                      |          |

## Demografia
| A partir de 1990: Població sense dobles comptes |